# Text explicatiu
Un text explicatiu és un text o sentència destinat a aclarir les causes, context i conseqüències d'algun objecte, procés, assumpte, etc., juntament amb les regles o lleis que les causen.
Alguns elements de l'explicació poden estar implícits.
L'explicació només és possible a través de la comprensió de l'objecte explicat.
En la investigació científica l'explicació és un dels tres propòsits de la investigació (els altres dos són exploració i descripció).
L'explicació és el descobriment i divulgació de les relacions entre determinats aspectes d'un fenomen estudiat.
Diferents tipus d'explicació: 
- Funcional
- Històrica
- Psicològica
- Teleològica
- Metodològica

Un bon text explicatiu ha de ser fàcilment comprès pel destinatari. Segons que aquest tingui pocs o bé molts coneixements sobre el tema, el text haurà d'expressar-se en modalitat divulgadora o en modalitat o en modalitat especialitzada. En qualsevol cas el text haurà de fluir d'una manera ordenada, descansant en una estructura ben clara. La típica estructura del text explicatiu consta de tres parts:
Introducció:
S'anuncia el tema que es vol exposar i se situa la qüestió (importància del tema, objectius que pretenem, etc.) És molt útil avançar al receptor el guió de l'explicació. Sol constituir el primer paràgraf del text.
Desenvolupament:
És la part central del text, la més llarga. S'hi detallen totes les informacions. Per ajudar a aclarir conceptes, s'hi poden donar exemples, fer comparacions, contar anècdotes, etc. És la part més extensa.
Conclusió:
S'hi resumeixen els punts més importants per ajudar el receptor a retenir-los. Hi solen aparèixer típiques fórmules de cloenda (apuntar noves perspectives, preguntar-se per les conseqüències del que s'ha dit, fer un joc de mots sorprenent, etc.) Sol constituir el darrer paràgraf del text.
El llenguatge del text explicatiu ha de tendir cap a la màxima claredat. Per això la sintaxi serà senzilla, evitant les frases enrevessades, i el lèxic serà clar i precís, comprensible per al destinatari (en la modalitat especialitzada apareixerà la terminologia tècnica corresponent a la temàtica que s'estigui exposant).